# Syzygium bernieri
Syzygium bernieri är en myrtenväxtart som först beskrevs av Henri Ernest Baillon och Emmanuel Drake del Castillo, och fick sitt nu gällande namn av Jean-Noël Labat och George E. Schatz. Syzygium bernieri ingår i släktet Syzygium och familjen myrtenväxter. Inga underarter finns listade i Catalogue of Life.